# جانيو مارو
جانيو مارو هي كانت سفينة بضائع تعمل بالبخار بنيت في إسكتلندا في 1913، ثم بيعت لليابان وأغرقتها البحرية الملكية البريطانية في 1944، قتل أكثر من 5000 شخص حيث كان يتواجد على متن السفينة وقت غرقها حوالي 4200 عمال قسريين من جزيرة جاوة وحوالي 1450 أسرى حرب من قوات الحلفاء.